# Dusona spinipes
Dusona spinipes är en stekelart som först beskrevs av Thomson 1887.  Dusona spinipes ingår i släktet Dusona och familjen brokparasitsteklar. Inga underarter finns listade i Catalogue of Life.